# Elezioni amministrative in Italia del 1953
Nel 1953 in Italia si votò per il rinnovo di numerosi consigli comunali, compreso quello del comune capoluogo di provincia di Vercelli.

## Elezioni comunali

### Vercelli
| Liste                                          | Liste                              | Voti   | %     | Seggi |
| ---------------------------------------------- | ---------------------------------- | ------ | ----- | ----- |
|                                                | Democrazia Cristiana (DC)          | 10.768 | 36,88 | 20    |
| Partito Socialista Democratico Italiano (PSDI) | 1.852                              | 6,34   | 4     |       |
| Partito Liberale Italiano (PLI)                | 1.291                              | 4,42   | 2     |       |
| Totale coalizione                              | 13.911                             | 47,64  | 26    |       |
|                                                | Partito Comunista Italiano (PCI)   | 10.148 | 34,76 | 9     |
| Partito Socialista Italiano (PSI)              | 3.167                              | 10,85  | 3     |       |
| Totale coalizione                              | 13.315                             | 45,61  | 12    |       |
|                                                | Partito Nazionale Monarchico (PNM) | 1.035  | 3,55  | 1     |
|                                                | Movimento Sociale Italiano (MSI)   | 935    | 3,20  | 1     |
| Totale                                         | Totale                             | 29.196 |       | 40    |